# Kazimierz Waliszewski
Kazimierz Klemens Waliszewski, né le 19 novembre 1849 à Gole en royaume de Pologne sous domination russe et mort le 2 octobre 1935 à Paris 7e, était un écrivain et historien polonais, qui écrivait en français et en russe.

## Aperçu biographique
Après avoir étudié à Varsovie et à Paris, sa thèse de doctorat de droit (en français) porta, en 1875, sur la condition des étrangers en droit romain et en droit français. Par la suite, il s'intéressa particulièrement à l'histoire de la Russie et à ses grandes figures politiques : Ivan le Terrible, Pierre le Grand, Catherine II. Sa biographie de cette dernière, Le Roman d'une impératrice, Catherine II de Russie, 1893, fut récompensée d'un prix décerné par l'Académie française).[réf. nécessaire]

## Œuvres
- Une Française reine de Pologne : Marie d'Arquien-Sobieska, 1884
- Les Relations diplomatiques entre la Pologne et la France au XVIIe siècle (1644-1667), 1889
- Le Roman d'une impératrice, Catherine II de Russie, 1893, prix Thérouanne de l'Académie française
- Pierre le Grand, 1897
- Marysienka, Marie de La Grange d'Arquien, reine de Pologne, femme de Sobieski, 1641-1716, 1898
- L'Héritage de Pierre le Grand, 1900
- Littérature russe, 1900
- La Dernière des Romanov, Élisabeth Ire, 1902
- Ivan le Terrible, 1904
- Les Carrosses du roi, 1905
- La Crise révolutionnaire, 1584-1614, 1906
- Le Berceau d'une dynastie, les premiers Romanov, 1613-1682, 1909
- Le Fils de la grande Catherine, Paul Ier, 1912
- La Pologne inconnue: pages d'histoire et d'actualité, 1919
- Le Règne d'Alexandre Ier : la guerre patriotique et l'héritage de Napoléon : 1812-1816, 1923
- La Femme russe, 1926